# Hicksonella
Hicksonella is een geslacht van neteldieren uit de klasse van de Anthozoa (bloemdieren).

## Soorten
- Hicksonella expansa Alderslade, 1986
- Hicksonella guishanensis Zou & Chen, 1984
- Hicksonella princeps Nutting, 1910